# Viitasaari (ö i Lappland, Tornedalen)
Viitasaari är en ö i Finland. Den ligger i sjön Miekojärvi och i kommunen Pello i den ekonomiska regionen  Tornedalens ekonomiska region  och landskapet Lappland, i den norra delen av landet, 700 km norr om huvudstaden Helsingfors. Öns area är 20,6 hektar och dess största längd är 0,7 kilometer i nord-sydlig riktning.